# 伊能文書
伊能文書（いのうもんじょ）は、下総国佐原（現香取市）の伊能家が収集・伝来した古文書『伊能茂左衛門家文書』（国立歴史民俗博物館所蔵）の通称である。同家出身者には国学者の楫取魚彦、親族に測量家の伊能忠敬（伊能三郎右衛門家）などがいる。
中でも武田信玄が朝倉義景に送った元亀3年12月28日（1573年1月31日）付の書状内容などを記した文書が著名であり、特にこの文書を指して呼ばれることが多い。
織田信長包囲網を勝手に解いて離脱した義景を信玄が非難している。